# 돌리의 모험
돌리의 모험은 데이비드 와크 그리피스가 감독한 1908년의 미국 무성 영화이다. 이 영화는 그리피스가 감독으로서의 첫 작품이다. 현재 미국 의회도서관에서 영화를 프린트한 것을 소유하고 있다. 이 영화는 한 어린 소녀가 집시 행상에게 납치된 후에, 통 안에 갇혀 폭포를 향해 강 아래로 떠내려가는 이야기를 담고 있다.

## 스토리
어느 멋진 여름날, 돌리의 아버지와 어머니는 돌리를 데리고 뉴저지의 포트리에 위한 강으로 나들이를 간다. 어머니는 집시가 판매하는 물건을 사지 않고, 이에 집시는 어머니를 털려고 시도하였으나, 아버지에 의해 쫓겨나게 된다. 집시는 캠프로 돌아온 후 자신의 아내와 계획을 짰다. 그들은 돌리의 부모님이 돌리에 신경 쓸 겨를이 없을 동안에 돌리를 납치해 돌아온다. 구조대가 조직되어 있어 돌리를 찾기 위해 애쓰지만, 집시는 돌리를 자신의 캠프로 데려간다. 그들은 돌리의 입을 막고, 구조대가 자신들의 캠프에 도착하기 전에 돌리를 통 안에 숨긴다. 구조대는 집시의 캠프 안을 둘러보지만, 돌리가 없어 돌아가고 말고, 그들은 마차를 타고 도망친다. 마차가 강을 건널 때, 통을 물 속으로 떨어뜨렸다. 여전히 그 통 안에 있던 돌리는 위험한 물살에 휩쓸려서 하류로 내려가게 된다. 그때 강에서 낚시를 하고 있었던 한 소년이 통을 발견하게 되고, 돌리는 부모님과 무사히 재회하게 된다.[[

## 출연
- 아서 V. 존슨 - 아버지 역
- 린다 아비드슨 - 어머니 역
- 글레이즈 에간 - 돌리 역
- 찰스 인슬리 - 집시 역
- 조지 게프하르트 부인 - 집시의 아내 역 (매들린 웨스트)

## 제작
각본가이자 배우였던 데이비드 와크 그리피스는 돌리의 모험 촬영을 바이오그래프사의 주인이었던 헨리 노든 마빈에게 촬영을 맡겼다. 그리피스는 린다 아비드슨이 돌리 어머니 역을 맡아야 한다고 강력하게 주장했는데, 사실 그리피스와 린다 아비드슨은 전해에 결혼을 한 사이였으며, 영화 촬영 팀 중 아무도 이 사실을 알지 못 하였다.
촬영은 1908년 6월 18일과 19일 뉴욕의 바이오그래프사 스튜디오와 코네티컷의 해변 (Sound Beach 혹은 South Beach)에서 총 65$ (현재의 1,000$가 넘는 금액)으로 촬영하였다. 이 영화는 극장을 운영하는 사람들에게는 관심이 거의 없었으나, 그럼에도 불구하고 바이오그래프는 촬영에 쓴 돈을 회수하기 위하여, 여러 배급사에 배포하였고, 마침내 사람들 사이로 이 영화에 관한 입소문을 타게 되면서 영화가 성공하게 된다.
계속해서 영화를 개봉하기 위해 노력하였고, 월리스 맥커천의 극장과 처음으로 계약에 들어가기 시작했고, 1908년 8월 17일, 주 50달러로 개봉 계약을 체결하였다.

## 참고

### 책
- Jean-Loup Passek, Patrick Brion, D.W. Griffith - Le Cinema, - 조르주 퐁피두 센터, 1982년 (ISBN 2864250357)
- Jacques Legrand, Pierre Lherminier, Laurent Mannoni - Chronique du cinéma, Éditions Chronique, 1992 (ISBN 9782905969552)